# Rilmazafon
Rilmazafon ist ein Arzneistoff aus der Gruppe der Sedativa und wird zur Behandlung von Schlafstörungen verwendet. Die Verbindung wurde ursprünglich in Japan entwickelt und wird dort unter dem Namen Rhythmy vertrieben. Rilmazafon selbst weist keine Wirkung auf und fungiert durch Metabolisierung im Dünndarm als Prodrug zu diversen sedativ und hypnotisch wirkenden Benzodiazepinen wie Rilmazolam.

## Rechtsstatus
Rilmazafon selbst ist kein Benzodiazepin, da es keinen mit einem Benzolring verbundenen Diazepinring aufweist. Somit wird die Verbindung in Deutschland nicht durch das Neue-psychoaktive-Stoffe-Gesetz erfasst. Auch ist die Substanz weder im Betäubungsmittelgesetz aufgeführt noch als Arzneimittel zugelassen.

## Sonstiges
Arzneilich wird der Wirkstoff als Rilmazafonhydrochlorid-Dihydrat eingesetzt. Dies ist ein weißes bis hellgelbes kristallines Pulver. Es ist leicht löslich in Methanol, löslich in Wasser und schwer löslich im Ethanol.